# Riedelia wollastonii
Riedelia wollastonii är en enhjärtbladig växtart som beskrevs av Henry Nicholas Ridley. Riedelia wollastonii ingår i släktet Riedelia och familjen Zingiberaceae. Inga underarter finns listade i Catalogue of Life.